# Archontophoenix tuckeri
Archontophoenix tuckeri là loài thực vật có hoa thuộc họ Arecaceae. Loài này được Dowe mô tả khoa học đầu tiên năm 1994.